# Vampirs (ratpenats)
Els vampirs (Desmodontinae) són una subfamília de ratpenats. Reben el nom comú de «vampirs» perquè s'alimenten de sang (hematofàgia). Al contrari de la creença popular sobre els ratpenats, només tres de les més de mil espècies existents són vampirs. Aquestes tres espècies viuen a Centreamèrica i Sud-amèrica, principalment a Mèxic, Xile, el Brasil i l'Argentina, i és molt rar que intentin xuclar sang dels humans. També s'alimenten de petits insectes com ara mosquits.

## Taxonomia
A causa de les diferències entre les tres espècies, cadascuna ha estat catalogada dins d'un gènere diferent d'una sola espècie. Amb anterioritat aquests tres gèneres van ser situats dins d'una família pròpia, Desmodontidae, però els taxonomistes actuals els han agrupat ara com una subfamília, Desmodontinae, dins de la família dels fil·lostòmids.
El fet que les tres espècies conegudes de ratpenats vampirs siguin més similars entre elles que a qualsevol altra espècie de quiròpters suggereix que l'hàbit hematòfag (alimentar-se de sang) tingués un desenvolupament únic i que les tres espècies poden compartir un ancestre comú.

## Classificació taxonòmica
- Gènere Desmodus
  - Vampir comú (Desmodus rotundus)
- Gènere Diaemus
  - Vampir d'ales blanques (Diaemus youngi)
- Gènere Diphylla
  - Vampir escuat (Diphylla ecaudata)